# Громадянська війна в Алжирі
Громадянська війна в Алжирі — збройний конфлікт між урядом Алжиру й ісламістськими угрупуваннями, що розпочався у 1991 й тривав до 2002 року. За оцінками, жертвами конфлікту стали від 150 до 200 тисяч чоловік, в тому числі понад 70 журналістів, убитих як урядовими силами, так і ісламістами. Конфлікт завершився перемогою уряду, після того, як спочатку Ісламський фронт порятунку (ІФП) оголосив про припинення війни, а потім у 2002 році Збройна ісламська група зазнала поразки від урядових сил. Насилля, хоча й доволі низької інтенсивності, триває й донині.

## Перебіг подій
Війна почалась у грудні 1991 року, коли опозиційний Ісламський фронт спасіння набрав величезної популярності серед населення, й урядова партія Фронт національного визволення (ФНВ), остерігаючись поразки, скасувала другий тур виборів до Національної асаблеї. Владу у країні взяли військові, і президент Шадлі Бенджедід 11 січня 1992 року був усунутий зі свого посту. Після заборони ІФП й арешту тисяч його членів, виникли збройні ісламістські формування, які почали партизанські дії проти уряду та його прибічників. Вони були організовані у кілька угрупувань, основними з яких були Ісламський збройний рух, що базувався у горах, та Збройна ісламська група, що базувалась у містах. Спочатку ісламісти атакували лише армію та поліцію, але невдовзі почались напади на мирне населення. У 1994 році на перемовинах між урядом і лідерами ІФП, які перебували в ув'язненні, було досягнуто істотного прогресу, й тоді Збройна ісламська група оголосила війну ІФП та його прибічникам. Ісламський збройний рух, об'єднавшись із дрібними угрупуваннями, утворив лояльну до ІФП Ісламську армію спасіння.
Перемовини невдовзі зайшли у глухий кут, і президентські вибори 1995 року (перші вибори після перевороту 1992 року) виграв кандидат, якого підтримала армія, колишній командувач сухопутними військами, Ламін Зеруаль. Конфлікт між ІФС та Збройною ісламською групою посилився. Остання почала масові начала вбивства мирного населення, вирізаючи цілі селища чи міські передмістя. Деякі дані вказують на причетність до вбивств урядових сил. Пік убивств припав на 1997 рік, коли було призначено парламентські вибори. На виборах перемогла новоутворена партія, Національний демократичний конгрес, за якою стояла армія. ІФП, який атакували з обох боків, оголосив про одностороннє припинення вогню з урядом, а Збройна ісламська група різко втрачала свій вплив через внутрішні конфлікти, пов'язані з тим, що багато її членів не схвалювали тактики убивств цивільного населення. У 1999 році пройшли нові президентські вибори, на яких переміг Абделазіз Бутефліка, й було ухвалено закон, що гарантував амністію більшості учасників збройних угрупувань. Багато хто скористався амністією, і насилля істотно зменшилось, що стало фактичною перемогою уряду у війні. Рештки Збройної ісламської групи продовжували чинити опір ще два роки, й практично зникли до 2002 року.
Угрупування, що від неї відкололось, Салафістська група проповіді та джихаду, яке первинно базувалось на півночі країни, утворилось 1998 року та дистанціювалось від убивств мирного населення. У жовтні 2003 року висловили публічну підтримку Аль-Каїді. Вони відмовились від амністії і продовжили збройний опір. У 2006 році їх дії були доволі нечастими й захоплювали лише гори на сході Алжиру, але мови про припинення вогню досі не йде.